# 山本謙治
山本 謙治（やまもと けんじ、1971年3月4日 - ）は、日本の農産物流通・ITコンサルタント、食生活ジャーナリスト。（株）グットテーブルズ 代表取締役社長。

## 人物
愛媛県今治市に生まれ、埼玉県北本市で育つ。自由の森学園高校卒業の2年後AO入試で入学した慶應義塾大学環境情報学部を卒業。同大学院政策・メディア研究科修士課程修了。
野村総合研究所、ワイズシステム（現・(株)シフラ）に勤務した後、2004年に独立。
大学在学中には、まだ空き地の多かった慶應義塾大学湘南藤沢キャンパスの中で「畑をつくらせて欲しい」と交渉。大学院棟建設予定地の5反ほどの土地を開墾し、後に畑サークル「八百藤」を設立するなど、当時から異色の行動派として知られる。
本業の傍ら、開設したブログ「やまけんの出張食い倒れ日記」が有名になり、一般には本業よりも「料理評論家」として認知されているようだが、ブログの内容は食べ歩きの記事だけではなく、日本の農林水産業の現状や食の安全性を問うものなども多い。

## 出演番組

### テレビ
- 月刊やさい通信（NHK総合）

### ラジオ
- メキキの聞き耳（JRN系全国ネット、TBSラジオでは『荒川強啓 デイ・キャッチ!』に内包）不定期出演
- マイあさ!(NHK第一放送、毎週日曜日のコーナー出演)

## 著書

### 単著
- 『実践 農産物トレーサビリティ―流通システムの「安心」の作り方』（誠文堂新光社, 2003年）
- 『実践 農産物トレーサビリティ〈2〉トレーサビリティの先に見えるもの―農産物流通の未来』（誠文堂新光社, 2006年）
- 『日本の「食」は安すぎる』（講談社プラスα新書, 2008年）
- 『激安食品の落とし穴』（KADOKAWA/角川学芸出版, 2015年）
- 『炎の牛肉教室！』（講談社現代新書,2017年）

### 編著
- 『やまけんの全国出張食い倒れガイド』（フォーバイフォーマガジン社, 2005年）
- 『やまけんの出張食い倒れ日記 (東京編)』（アスキー, 2006年）

### 雑誌連載
- 週刊アスキー（アスキー)
- 農耕と園芸（誠文堂新光社)
- やさい畑（家の光）
- 月刊JA（全国農協中央会）
- 健康保険「やまけんの日本まるごと食探訪」（健康保険組合連合会)